# 哈拉奇乡
哈拉奇乡，是中华人民共和国新疆维吾尔自治区克孜勒苏柯尔克孜自治州阿合奇县下辖的一个乡镇级行政单位。

## 行政区划
哈拉奇乡下辖以下地区：
哈拉奇村、布隆村、阿合奇村和沙尔依麦克村。